# Honda CB 400 Super Four
La Honda CB 400 Super Four, chiamata anche Honda CB 400SF, è una motocicletta sportiva prodotta dalla casa motociclistica giapponese Honda dal 1992 al 2022.

## Descrizione

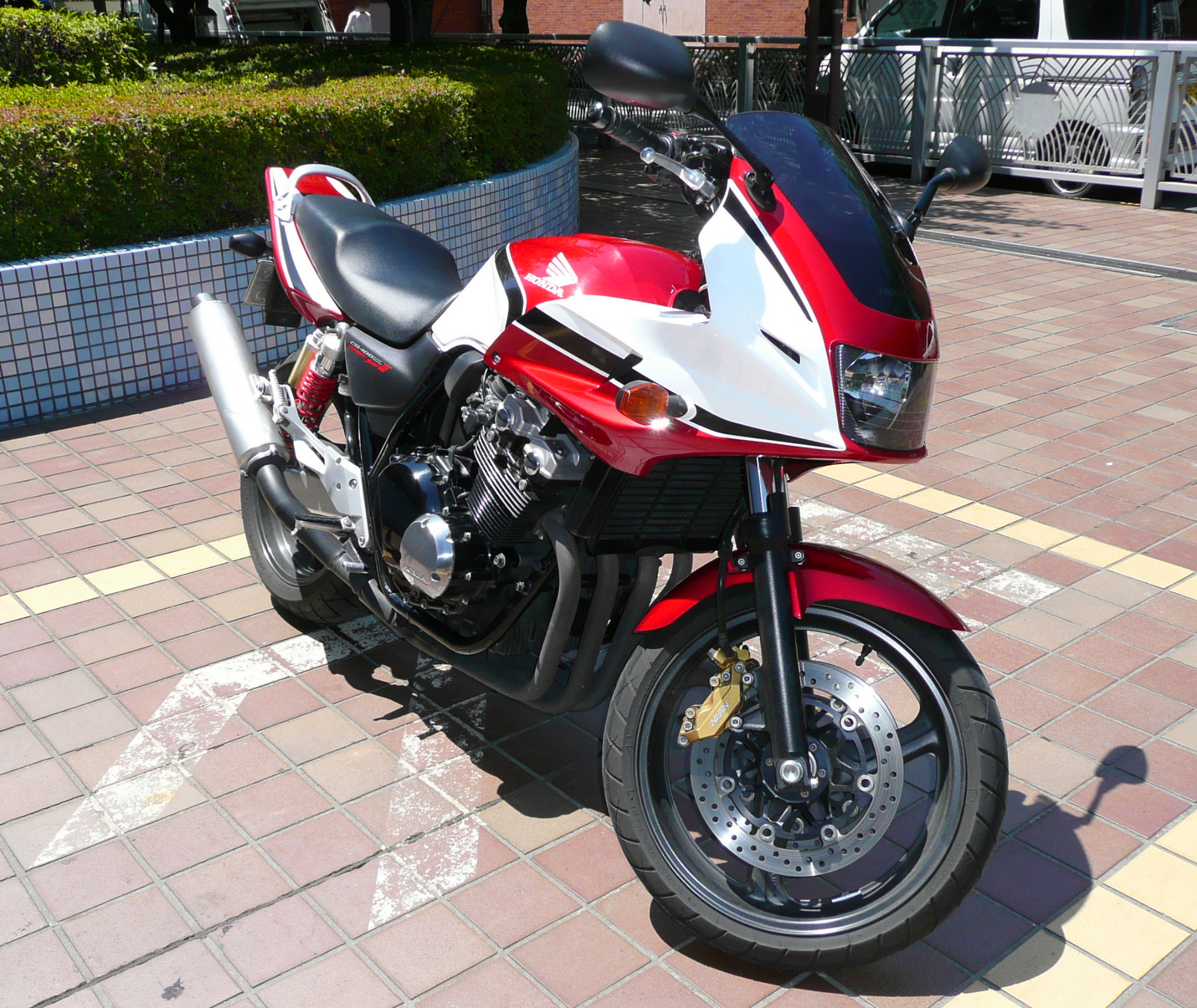
CB400 Super Bold'or

Il modello è spinto da un motore a quattro tempi a quattro cilindri in linea di 399 cm³, con distribuzione con doppio albero a camme in testa (DOHC) a quattro valvole per cilindro, per un totale di 16.

## Storia
Svelata nel 1991 al 29º Salone di Tokyo come versione a cilindrata ridotta da 400 cc della CB1000 Super Four, la motocicletta è stata introdotta sul mercato in Giappone nel 1992, con un motore simile a quello della prima CB-1.

### 1992–1998
La prima versione della CB400 Super Four adotta il medesimo motore della CB-1 ma aggiornato e modificato: differisce per essere inclinato all'indietro, per avere un sistema di trasmissione a catena più convenzionale, la linea rossa a 12.500 giri/min e i rapporti del cambio più lunghi.
Nel 1994 subisce una serie di aggiornamenti all'accensione e adotta nuove camera di combustione, marmitta e le maglie della catena degli alberi a camme per ridurre il rumore e nuovi supporto del motore. Inoltre c'è un nuovo quadro strumenti con l'indicatore analogico del carburante spostato in posizione centrale.
Nel 1995 sono state aggiunte delle alette di raffreddamento nella parte laterale e inferiore del motore.
Nel 1996 arrivano nuovi dischi dei freni anteriori con una ridotta tendenza alla deformazione e pinze a quattro pistoncini contrapposti.

### 1999-2001
Nel 1999 esordisce la versione CB400SF Hyper VTEC, che introduce importanti miglioramenti al motore attraverso l'uso del sistema VTEC di Honda. Pur avendo quattro valvole per cilindro, sotto i 6750 giri/min funzionano solo due valvole per cilindro. Questo migliora l'erogazione di potenza e l'efficienza del motore ai bassi e medi regimi. Viene montata una marmitta in alluminio, il passo accorciato di 40 mm, la posizione del supporto del motore ribassata di 10 mm, le sospensioni anteriori derivate dalla CBR900RR e il peso viene ridotto di 6 kg.

### 2002-2003
Nel 2002 viene evoluta nella CB400SF Hyper VTEC Spec II, cambiando il funzionamento del sistema VTEC per attivarsi a 6300 giri/min. Viene montato un filtro dell'olio più leggero e più piccolo e le pinze dei freni anteriori sono state prese dalla CBR900RR.

### 2004-2007
Nel 2004 debutta la CB400SF Hyper VTEC Spec III, che ha ulteriori affinamenti al funzionamento del sistema VTEC, per potersi attivare a 6750 giri/min in 6ª marcia, rimanendo disattivato fino ai 6300 giri/min nelle marce 1–5. Altre modifiche riguardano: nuova sella ribassata con maniglione singolo, pinza del freno posteriore alleggerita, sospensioni anteriori aggiornate, faro multiriflettore, luci posteriori a LED e nuovo serbatoio del carburante.
Nel 2005 esordisce la CB400 Super Bol d'Or, allestimento con semicarenatura e faro anteriore trapezoidale. L'anno successivo vengono montate bobine di accensione più grandi.

### 2008-ottobre 2022
Nel 2008 arriva la CB400SF Hyper VTEC Revo, che introduce l'iniezione elettronica del carburante PGM-FI, più tutta una serie di migliorie meccaniche.
Nel 2014 vengono adottati un nuovo quadro strumenti LCD, ruote a 10 razze, specchietti rotondi e luci posteriori a LED con lente trasparente. La geometria del telaio è stata rivista con il manubrio più alto di 10 mm e più vicino di 7 mm al pilota, mentre sulla Super Bol d'Or c'è una semicarenatura ridisegnata con un nuovo faro a LED.
Ne 2018 è stato introdotto l'allestimento commemorativo "25º anniversario", con silenziatore a 2 camere più piccolo e corpi farfallati aggiornati per rispettare le nuove normative sulle emissioni, nuovo faro a LED, sospensioni anteriori e posteriori riviste.